# Home Free/Diskografie
Diese Diskografie ist eine Übersicht über die musikalischen Werke der US-amerikanischen a-cappella-Gruppe Home Free.

## Alben

### Studioalben
| Jahr | Titel                     | Höchstplatzierung, Gesamtwochen, AuszeichnungChartplatzierungen (Jahr, Titel, Platzierungen, Wochen, Auszeichnungen, Anmerkungen) | Höchstplatzierung, Gesamtwochen, AuszeichnungChartplatzierungen (Jahr, Titel, Platzierungen, Wochen, Auszeichnungen, Anmerkungen) | Anmerkungen                              |
| Jahr | Titel                     | US | Country | Anmerkungen                              |
| ---- | ------------------------- | --- | --- | ---------------------------------------- |
| 2007 | From The Top              | — | — | Erstveröffentlichung: 15. Juni 2007      |
| 2009 | Kickin It Old School      | — | — | Erstveröffentlichung: 2009               |
| 2012 | Live from the Road        | — | — | Erstveröffentlichung: 17. Juli 2012      |
| 2014 | Crazy Life                | US40 (4 Wo.)US | Country8 (29 Wo.)Country | Erstveröffentlichung: 13. Januar 2014    |
| 2014 | Full of Cheer             | US65 (6 Wo.)US | Country12 (9 Wo.)Country | Erstveröffentlichung: 27. Oktober 2014   |
| 2015 | Country Evolution         | US46 (1 Wo.)US | Country4 (16 Wo.)Country | Erstveröffentlichung: 18. September 2015 |
| 2016 | Full of (Even More) Cheer | US36 (2 Wo.)US | Country2 (7 Wo.)Country | Erstveröffentlichung: 11. November 2016  |
| 2017 | Timeless                  | US28 (1 Wo.)US | Country3 (1 Wo.)Country | Erstveröffentlichung: 22. September 2017 |
| 2019 | Dive Bar Saints           | US44 (1 Wo.)US | Country4 (1 Wo.)Country | Erstveröffentlichung: 6. September 2019  |
| 2020 | Warmest Winter            | — | Country37 (1 Wo.)Country | Erstveröffentlichung: 6. November 2020   |
| 2021 | Land of the Free          | — | Country40 (1 Wo.)Country | Erstveröffentlichung: 25. Juni 2021      |
| 2022 | So Long Dixie             | US132 (1 Wo.)US | Country17 (1 Wo.)Country | Erstveröffentlichung: 4. November 2022   |

### Weihnachtsalben
| Jahr | Titel              | Höchstplatzierung, Gesamtwochen, AuszeichnungChartplatzierungen (Jahr, Titel, Platzierungen, Wochen, Auszeichnungen, Anmerkungen) | Höchstplatzierung, Gesamtwochen, AuszeichnungChartplatzierungen (Jahr, Titel, Platzierungen, Wochen, Auszeichnungen, Anmerkungen) | Anmerkungen                           |
| Jahr | Titel              | US | Country | Anmerkungen                           |
| ---- | ------------------ | --- | --- | ------------------------------------- |
| 2010 | Christmas (Vol. 1) | — | — | Erstveröffentlichung: 1. April 2010   |
| 2010 | Christmas (Vol. 2) | — | — | Erstveröffentlichung: 18. Januar 2007 |

## Singles
| Jahr | Titel Album                                  | Höchstplatzierung, Gesamtwochen, AuszeichnungChartsChartplatzierungen (Jahr, Titel, Album, Platzierungen, Wochen, Auszeichnungen, Anmerkungen) | Anmerkungen |
| Jahr | Titel Album                                  | Country | Anmerkungen |
| ---- | -------------------------------------------- | --- | ----------- |
| 2014 | Angels We Have Heard on High Full of Cheer   | Country30 (1 Wo.)Country |             |
| 2016 | How Great Thou Art Full of (Even More) Cheer | Country42 (1 Wo.)Country |             |
| 2016 | God Bless The USA Full of (Even More) Cheer  | Country47 (1 Wo.)Country |             |

Weitere Singles
| Jahr | Titel                                   | Album                     |
| ---- | --------------------------------------- | ------------------------- |
| 2014 | Story of My Life                        | –                         |
| 2014 | 19 You + Me (feat. Peter Hollens)       | –                         |
| 2015 | All About That Bass                     | –                         |
| 2015 | Feelin’ It                              | –                         |
| 2015 | What We Ain’t Got                       | –                         |
| 2015 | Honey, I’m Good                         | Country Evolution         |
| 2016 | Try Everything                          | –                         |
| 2016 | Can’t Stop the Feeling                  | –                         |
| 2016 | God Bless The USA                       | –                         |
| 2016 | Die a Happy Man                         | –                         |
| 2016 | Snapback                                | –                         |
| 2016 | How Great Thou Art                      | Full Of (Even More) Cheer |
| 2017 | Blue Ain’t Your Color                   | Timeless                  |
| 2017 | My Old Man                              | –                         |
| 2017 | Stop Drop + Roll                        | –                         |
| 2017 | I Like The Sound of That                | –                         |
| 2017 | Castle on the Hill                      | Timeless                  |
| 2017 | In the Blood                            | Timeless                  |
| 2017 | God Blessed Texas                       | –                         |
| 2017 | Hillbilly Bone                          | Timeless                  |
| 2017 | Silent Night                            | –                         |
| 2018 | Meant to Be (feat. Lisa Cimorelli)      | –                         |
| 2018 | Yours                                   | –                         |
| 2018 | All On Me                               | –                         |
| 2018 | Heaven                                  | –                         |
| 2018 | Woman, Amen / Female                    | –                         |
| 2018 | Spaceship                               | –                         |
| 2018 | Finally Free                            | –                         |
| 2018 | Some Girls Do                           | –                         |
| 2018 | Auld Lang Syne                          | –                         |
| 2019 | End of the Road                         | –                         |
| 2019 | Love Train                              | –                         |
| 2019 | Helplessly Hoping                       | –                         |
| 2019 | It’s A Great Day To Be Alive            | –                         |
| 2019 | Why Does It Have to Be (Wrong or Right) | –                         |
| 2019 | Remember This                           | Dive Bar Saints           |
| 2019 | Dive Bar Saints                         | Dive Bar Saints           |
| 2019 | Catch Me If You Can                     | Dive Bar Saints           |
| 2019 | Dreamer                                 | Dive Bar Saints           |
| 2019 | Take Me Home, Country Roads             | Dive Bar Saints           |
| 2019 | Leave This Town                         | Dive Bar Saints           |
| 2019 | Tennessee Christmas                     | –                         |
| 2020 | Down to the Honkytonk                   | –                         |
| 2020 | Flowers on the Wall                     | –                         |
| 2020 | Cover Me Up                             | –                         |
| 2020 | Meet in the Middle                      | –                         |
| 2020 | God Bless the U.S.A.                    | –                         |
| 2020 | Everybody Walkin’ This Land             | –                         |
| 2020 | Diamond Dreams                          | –                         |
| 2020 | The Gambler                             | –                         |
| 2020 | Sunday Best                             | –                         |
| 2020 | Moonshine                               | –                         |
| 2020 | Folsom Prison Blues                     | –                         |
| 2020 | What We Need is Love                    | Warmest Winter            |
| 2020 | Christmas in L.A.                       | Warmest Winter            |
| 2020 | On the Road Again                       | –                         |
| 2020 | Beautiful Star of Bethlehem             | –                         |
| 2021 | American Pie (feat. Don McLean)         | Land of the Free          |
| 2021 | When a Man Loves a Woman                | –                         |
| 2021 | I Swear                                 | –                         |
| 2021 | Sea Shanty Medley                       | –                         |
| 2021 | Never Gonna Give You Up                 | –                         |
| 2021 | People (feat. Jeffrey East)             | Land of the Free          |
| 2021 | One Voice (feat. Billy Gilman)          | –                         |
| 2021 | Crazy                                   | –                         |
| 2021 | One Man Band                            | –                         |
| 2021 | Workin’ for a Livin’                    | –                         |
| 2021 | Bless the Broken Road                   | –                         |
| 2021 | Go Tell It on the Mountain              | –                         |
| 2021 | Mary, Did You Know?                     | –                         |
| 2022 | Dreamer (feat. Texas Hill)              | –                         |
| 2022 | Amazed                                  | –                         |
| 2022 | Make You Feel My Love                   | –                         |
| 2022 | Unchained Melody                        | –                         |

## Statistik

### Chartauswertung
|                     | US    | Country         |
| ------------------- | ----- | --------------- |
| Nummer-eins-Alben   | US—US | Country—Country |
| Top-10-Alben        | US—US | Country5Country |
| Alben in den Charts | US7US | Country9Country |

|                       | US    | Country         |
| --------------------- | ----- | --------------- |
| Nummer-eins-Singles   | US—US | Country—Country |
| Top-10-Singles        | US—US | Country—Country |
| Singles in den Charts | US—US | Country3Country |